# Exact Holding
Exact Holding N.V. (wcześniej Exact Software B.V.) – holenderski producent i dostawca systemów informatycznych wspomagających zarządzanie, przeznaczonych dla przedsiębiorstw średniej wielkości.
Przedsiębiorstwo zostało założone w 1984 roku w Holandii. Od 1999 jest notowane na giełdzie w Amsterdamie i posiada oddziały w 16 krajach.

## Produkty
Przedsiębiorstwo oferuje dwie linie systemów wspomagających zarządzanie:
- Exact Globe Next – ma budowę modułową, pozwalającą na stworzenie systemu wspomagającego wszystkie aspekty działania przedsiębiorstwa:
  - księgowość finansowa
  - realizacja zamówień i fakturowanie
  - controlling
  - realizacja projektów
  - organizacja i kontrola produkcji
  - gospodarka magazynowa
  - obsługa serwisowa
  - obsługa klientów (CRM)
  - kadry i płace
- Exact Synergy – front office’owy zestaw aplikacji e-biznesowych wbudowanych w środowisko Internetu. Tworzy model przedsiębiorstwa zarządzanego w czasie rzeczywistym (Realtime Enterprise). Zapewnia za pośrednictwem Internetu dostęp do wszystkich danych zgromadzonych w jednej bazie:
  - informacje o klientach (CRM) i produktach
  - zarządzanie dokumentami, zarządzanie projektami
  - raporty, finanse
  - workflow

Systemy adresowane są do przedsiębiorstw średniej wielkości, gdzie integrują wszystkie procesy biznesowe: księgowość finansowa, produkcja, dystrybucja, kadry i płace, SCM, CRM, WMS, BI.

## Exact Software Poland
Od 1992 roku holding obecny jest w Polsce poprzez spółkę Exact Software Poland Sp. z o.o., mającą siedzibę w Warszawie i biuro regionalne w Poznaniu, zatrudniającą ponad 60 pracowników.